# Funny Games
Funny Games (titulada Horas de terror en Argentina) es una película austriaca de suspenso psicológico del año 1997 escrita y dirigida por Michael Haneke. La cinta apareció en la selección oficial del Festival de Cannes de 1997. En 2007, el director de la película hizo una versión en inglés.

## Argumento
Anne se dirige a su casa de verano junto al lago con su marido George y su hijo de diez años Georgie para desconectar del trabajo. Poco después de instalarse, dos jóvenes llaman a la puerta para darles la bienvenida y pedirles huevos de parte de su vecina. Tras romper los huevos repetidamente, Anne empieza a sospechar que algo pasa. Más tarde, a pesar de la buena educación de ambos, George pide a ambos que abandonen su casa reiteradamente sin éxito, y estos acaban golpeando a George con un palo de golf rompiéndole la pierna sin perder la sonrisa y los buenos modos. A partir de ahí, los jóvenes le dicen a la familia que todo se trata de un simple juego, una apuesta: le apuestan a la familia, a que al día siguiente, a las 9 de la mañana, estarán todos muertos.
La trama transcurre en octubre, el miércoles 23 para ser exactos, a las 10:51, durante esa noche y como juegan a ganar la apuesta de manera muy sádica manteniéndolos secuestrados en su propia casa, incomunicados y maniatados.
El final de la película muestra que no ha sido la primera familia a la que se lo han hecho y no es la última, puesto que empiezan el juego en otra casa.

## Sipnosis
George Schober, su esposa Anna, su hijo de 10 años Georgie y su perro Rolfi llegan a su casa de vacaciones frente al lago en Austria. Durante el viaje, ven a sus vecinos Fred y Eva Berlinger acompañados de dos jóvenes vieneses a quienes no reconocen. Los Schober notan el extraño comportamiento de los Berlinger y la aparente ausencia de su hija Sissi. Fred visita minutos después a uno de los hombres, a quien presenta como Paul, hijo de un amigo.
Poco después de que la familia se instale, y mientras George aún está preparando el barco, el otro joven desconocido llega a la cocina de Anna para pedirle huevos prestados a Eva. Este hombre, más tarde identificado como Peter, se queda poco a poco más de lo debido rompiendo sucesivos huevos y tirando el teléfono de la familia al agua del fregadero, todo aparentemente por accidente.
Paul llega poco después y decide probar uno de los palos de golf de George, dando por sentado el permiso de Anna. Mientras Paul está afuera con el palo, George oye que los ladridos constantes de Rolfi se detienen repentinamente. Cuando queda claro que Peter y Paul están abusando insidiosamente de la cortesía de Anna, ella exige que los hombres se vayan. George llega e intenta expulsarlos también del lugar. Peter entonces le rompe la pierna a George con el palo de golf de este último. Paul revela que ha matado a Rolfi y se burla de Anna con un cruel juego de búsqueda (durante el cual se da la vuelta y le guiña un ojo a la cámara) hasta que ella encuentra el cadáver del perro. Pronto se hace evidente que los dos hombres han tomado a la familia como rehenes.
Los vecinos Gerda y Robert llegan al muelle de la familia en un barco. Paul acompaña a Anna a recibirlos. Anna se ve obligada a presentar a Paul como amigo de la familia y a dar falsas excusas para la ausencia de George, pero también le dice a Gerda que pueden venir después de cenar.
Durante las horas siguientes, Peter y Paul someten a la familia a juegos sádicos. Paul, el más elocuente de los dos, acentúa la tortura con frecuentes rupturas de la cuarta pared y juegos de rol retorcidos en los que relata historias contradictorias del pasado de Peter y ridiculiza su peso y aparente falta de inteligencia. No se ofrece ninguna explicación sobre los orígenes ni los motivos de los hombres, e incluso sus nombres podrían ser seudónimos, ya que también se llaman entre sí Tom y Jerry y Beavis y Butt-Head en ocasiones.
Paul apuesta a que la familia no sobrevivirá hasta las 9:00 de la mañana. Entonces le pone una funda de almohada sobre la cabeza a Georgie y presiona a George para que le pida a Anna que se desvista. Ella obedece, solo para que le digan que se vuelva a vestir. Georgie finalmente huye a casa de Fred, donde encuentra el cadáver de Sissi. Está acorralado en la casa e intenta dispararle a Paul, pero la escopeta está descargada. Paul lleva a Georgie a casa, trayendo consigo la escopeta y la munición. Peter juega a contar entre familiares mientras Paul prepara sándwiches en la cocina. Georgie, presa del pánico, huye, lo que resulta en que Peter lo mate de un disparo. Paul lo regaña por ser impulsivo, y los dos hombres deciden irse.
George y Anna lamentan su pérdida, pero finalmente deciden sobrevivir. Anna huye de la casa mientras George, con una pierna rota, intenta reparar el teléfono averiado. Anna intenta buscar ayuda, pero, siniestramente, detiene el coche equivocado. Peter y Paul la capturan y regresan a la casa. Durante otro juego sádico, Anna agarra la escopeta y mata a Peter; sin embargo, Paul encuentra y usa un control remoto para rebobinar "Funny Games", revirtiendo así los acontecimientos que acababan de ocurrir y evitando la muerte de Peter. Paul dispara entonces a George y ambos llevan a Anna en el bote familiar a la mañana siguiente temprano. Alrededor de las 8:00, Paul empuja con indiferencia a Anna atada al agua para que se ahogue, ganando así la apuesta. Los dos hombres continúan conversando distraídamente, iniciada fuera de pantalla, sobre una trama de ciencia ficción conocida principalmente por Peter y aparentemente relevante para ambos. El grado en que la trama es ficticia para los dos hombres, en lugar de coincidir con su nivel de realidad, queda sin explicar. Llegan a casa de Gerda y llaman a la puerta, pidiendo huevos. Paul se da la vuelta y lanza una mirada cómplice al público.

## Reparto
- Susanne Lothar  como Anna.
- Ulrich Mühe como Georg.
- Arno Frisch como Paul.
- Frank Giering como Peter.
- Stefan Clapczynski como Schorchi.
- Christoph Bantzer como Fred.
- Doris Kunstmann  como Gerda.
- Wolfgang Glück como Robert.

## Premios
Funny Games (1997) recibe el premio "Fipresci", que concede la Federación Internacional de la Prensa Cinematográfica, una de las categorías que ofrece el Festival de Cannes . Durante la proyección de la película en el Festival de Cannes, ocurrió un impactante suceso, y fue que la audiencia se sorprendió bastante y muchos espectadores, entre ellos algunos críticos de cine, se marcharon de la sala. 

## Críticas
La película debutó en agosto de 1997 en República de China y recibió opiniones mayoritariamente positivas. Carlos Boyero, crítico del diario El Mundo, escribió: «Me desasosiega, me da miedo y me repugna. Posee talento, como casi siempre en Michael Haneke, pero es un talento especialmente dotado para lo enfermizo, para describir con complacencia patologías que me ponen malo». Por su parte, Inma Garrido de Cinemanía la calificó como: «Angustioso e insólito thriller macabro, muy valorado por la crítica».
Por otro lado, Geoff Andrew, del diario Time Out expresó: «Brillante, radical, provocadora, es una obra maestra que a veces apenas se deja ver».
Según el portal Rotten Tomatoes, la película recibe una puntuación del 63%, calificándose así como fresca, acompañada de la reseña: «Las imágenes violentas conforman este experimento nihilista de uno de los cineastas más difíciles del cine». De hecho, el director Michael Haneke declaró que nunca tuvo la intención de que Funny Games fuese una película de terror. Su idea inicial era hacer una película con un comentario moralista sobre la influencia de la violencia en la sociedad.
- Datos: Q696928
- Citas célebres: Funny Games